# Eastmain River Airport
Eastmain River Airport är en flygplats i Kanada.   Den ligger i regionen Nord-du-Québec och provinsen Québec, i den östra delen av landet, 800 km norr om huvudstaden Ottawa. Eastmain River Airport ligger 7 meter över havet.
Terrängen runt Eastmain River Airport är mycket platt. Havet är nära Eastmain River Airport västerut. Trakten runt Eastmain River Airport är nära nog obefolkad, med mindre än två invånare per kvadratkilometer.. 